# 186411 Margaretsimon
186411 Margaretsimon è un asteroide della fascia principale. Scoperto nel 2002, presenta un'orbita caratterizzata da un semiasse maggiore pari a 2,2101924 au e da un'eccentricità di 0,1050472, inclinata di 4,14920° rispetto all'eclittica.